# Макдонел Даглас MD-80
Макдонел Даглас MD-80 (енгл. McDonnell Douglas MD-80) је двомоторни путнички авион кратког и средњег домета, капацитета 130 до 172 путника у зависности од варијанте авиона, производ америчке компаније Макдонел Даглас и Боинг. Између 1979. и 1999. произведено је више од 1.191 примерак у неколико варијанти.

## Варијанте фамилије авиона Даглас
Велика и дуговечна фамилија авиона Даглас DC-9 има три серије авиона и то: Даглас DC-9, затима Макдонел Даглас MD-80 и MD-90 и на крају Боинг 717-200/MD-95. У оквиру ових серија постоје следећи модели ових авиона:
- Даглас DC-9- модели: DC-9-10, DC-9-15, DC-9-20, DC-9-30, DC-9-40, DC-9-50, поред ових цивилних путничких авиона DC-9 има и војну верзију која носи ознаку C-9,
- Макдонел Даглас- MD-80 (са моделима -81/-82/-83/-88/-87), MD-90 и MD-95,
- Боинг - је модел MD-95 прекрстио у Боинг 717.

## Пројектовање и развој авиона серије
Авиони серије MD-80 су усавршене верзије авиона Даглас DC-9 које је производила фирма Даглас. Изворно је ова серија авиона названа DC-9-80 и DC-9 Super 80 Удруживњем фирми Макдонел и Даглас настављена је производња ових авиона DC-9 само сада са ознаком MD-80 а у оперативну употребу је ушао 1980. године. Разлика између ових авиона је у томе што су уграђени тиши и економичнији и еколошки чистији мотори (Pratt & Whitney JT8D). Уграђени су савременији уређаји за контролу лета, тако да је инжењер лета постао сувишан, а посада сведена само на два члана (пилота и копилота). 
Модели авиона у оквиру серије се међусобно разликују по снагама мотора, укупној тежини авиона, долета и капацитета израженог у броју путника. У зависности од модела може да превезе од 130 до 172 путника, распоред седишта је био исти као код „деветке“ 2 + 3 у једном реду. Одликује се релативно кратком пистом (у односу на конкуренте) потребном за полетање и слетање. Због својих особина нашао је велику примену код кратких и средњих линија.

## Карактеристике серије авиона
|                             |         |         |         |         |
| Капацитет путника           | 155/172 | 155/172 | 155/172 | 130/139 |
| Највећа тежина при узлетању | 63.500  | 67.800  | 72.600  | 63.500  |
| Долет                       | 2.910   | 3.800   | 4.600   | 4.390   |
| Брзина крстарења            | 811     | 811     | 811     | 811     |
| Дужина                      | 45,06   | 45,06   | 45,06   | 39,75   |
| Распон крила                | 32,87   | 32,87   | 32,87   | 32,87   |
| Висина авиона               | 9,02    | 9,02    | 9,02    | 9,25    |
| Тип мотора                  |         |         |         |         |
| Потисак мотора              | 82,29   | 88,96   | 93,41   | 88,96   |
| Број чланова посаде         | 2       | 2       | 2       | 2       |

## Оперативно коришћење
Укупно је произведено преко 1.191 примерака авиона серије Макдонел Даглас MD-80. Авион Даглас DC-9 представља један од најдуже коришћених авиона захваљујући својој поузданости, сигурности и економичности, а користи га преко 90 авио-компанија у свету. 
Војне верзије C-9 авиона се користе за превоз трупа, затим као санитетски авиони и ВИП авиони за превоз високих војних и цивилних функционера. Авиони серије Макдонел Даглас MD-80 су у ствари само замењивали дотрајале и ислужене „деветке“ и на тај начин су обнављане флоте авио-компанија које нису желеле да се лише позитивних карактеристика ових авиона.

### Коришћење у нас
Друга по величини југословенска авио-компанија Инекс Адрија Авиопромет је у току 1984. године набавила четири авиона Макдонел Даглас MD-81/82 који су служили за одржавање редовних и чартер линија.